# Rapistrum rugosum
Rapistrum rugosum é uma espécie de planta com flor pertencente à família Brassicaceae. 
A autoridade científica da espécie é (L.) All., tendo sido publicada em Flora Pedemontana 1: 257. 1785.

## Portugal
Trata-se de uma espécie presente no território português, nomeadamente os seguintes táxones infraespecíficos:
- Rapistrum rugosum subsp. linnaeanum - presente em Portugal Continental e no Arquipélago da Madeira. Em termos de naturalidade é nativa das duas regiões atrás referidas. Não se encontra protegida por legislação portuguesa ou da Comunidade Europeia.
- Rapistrum rugosum subsp. rugosum - presente em Portugal Continental e no Arquipélago da Madeira. Em termos de naturalidade é nativa das duas regiões atrás referidas. Não se encontra protegida por legislação portuguesa ou da Comunidade Europeia.